# Bisdom Monterey in Californië
Het bisdom Monterey in Californië (Latijn: Dioecesis Montereyensis in California) is een rooms-katholiek bisdom met als zetel Monterey, in de Amerikaanse staat Californië. Het bisdom is suffragaan aan het aartsbisdom Los Angeles. 

## Geschiedenis
Het bisdom werd opgericht op 27 april 1840, als het bisdom California, uit delen van het bisdom Sonora, en viel direct onder de Heilige Stoel. Op 20 november 1849 veranderde het van naam naar bisdom Monterey. Op 29 juli 1853 verloor het gebied bij de oprichting van het aartsbisdom San Francisco en werd suffragaan aan het aartsbisdom San Francisco. Op 7 juli 1859 veranderde het van naam naar bisdom Monterey-Los Angeles. Op 1 juni 1922 verloor het gebied bij de oprichting van het bisdom Los Angeles-San Diego en veranderde van naam naar bisdom Monterey-Fresno. Op 11 juli 1936 veranderde het van kerkprovincie en werd suffragaan aan het nieuw verheven aartsbisdom Los Angeles. Op 6 oktober 1967 verloor het gebied bij de oprichting van het bisdom Fresno, en veranderde het van naam naar bisdom Monterey in Californië. 

## Parochies
Het bisdom had in 2021 een oppervlakte van 21.196 km2 en telde 1.053.093 inwoners waarvan 20,0% rooms-katholiek was.

## Bisschoppen
- Francisco José Vicente Garcia Diego y Moreno (27 april 1840 - 30 april 1846)
  - José Maria González Rúbio (administrator: 1846 - 1849)
- Charles Pius Montgomery (20 november 1849 - niet in bezit genomen)
- Joseph Sadoc Alemany y Conill (31 mei 1850 - 29 juli 1853)
- Thaddeus Amat y Brusi (29 juli 1853 - 12 mei 1878)
- Francisco Mora y Borrell (12 mei 1878 - 13 Mar 1896; coadjutor sinds 20 mei 1873)
- George Thomas Montgomery (6 mei 1896 - 17 september 1902; coadjutor sinds 26 januari 1894)
- Thomas James Conaty (27 maart 1903 - 18 september 1915)
- Peter James Muldoon (22 maart 1917 - niet in bezit genomen)
- John Joseph Cantwell (21 september 1917 - 1 juni 1922)
- John Bernard MacGinley (24 maart 1924 - 26 september 1932)
- Philip George Scher (28 april 1933 - 3 januari 1953)
- Aloysius Joseph Willinger (3 januari 1953 - 16 oktober 1967; coadjutor sinds 12 december 1946)
- Harry Anselm Clinch (16 oktober 1967 - 19 januari 1982; hulpbisschop sinds 5 december 1956)
- Thaddeus Anthony Shubsda (26 mei 1982 - 26 april 1991)
- Sylvester Donovan Ryan (28 januari 1992 - 19 december 2006)
- Richard John Garcia (19 december 2006 - 11 juli 2018)
  - Gerald Eugene Wilkerson (administrator: 20 juli 2018 - 29 januari 2019)
- Daniel Elias Garcia (27 november 2018 - heden)

## Galerij van afbeeldingen

Wapen van het bisdom
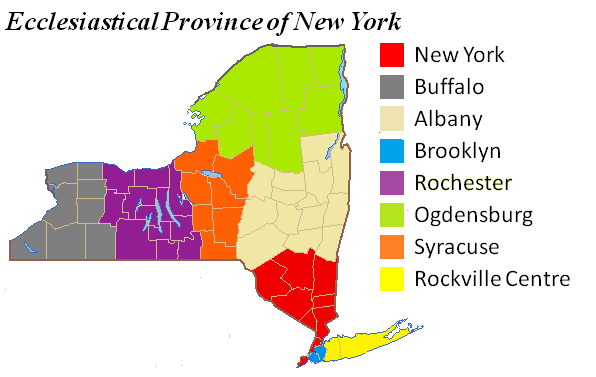
Kerkprovincie met aartsbisdom en suffragane bisdommen
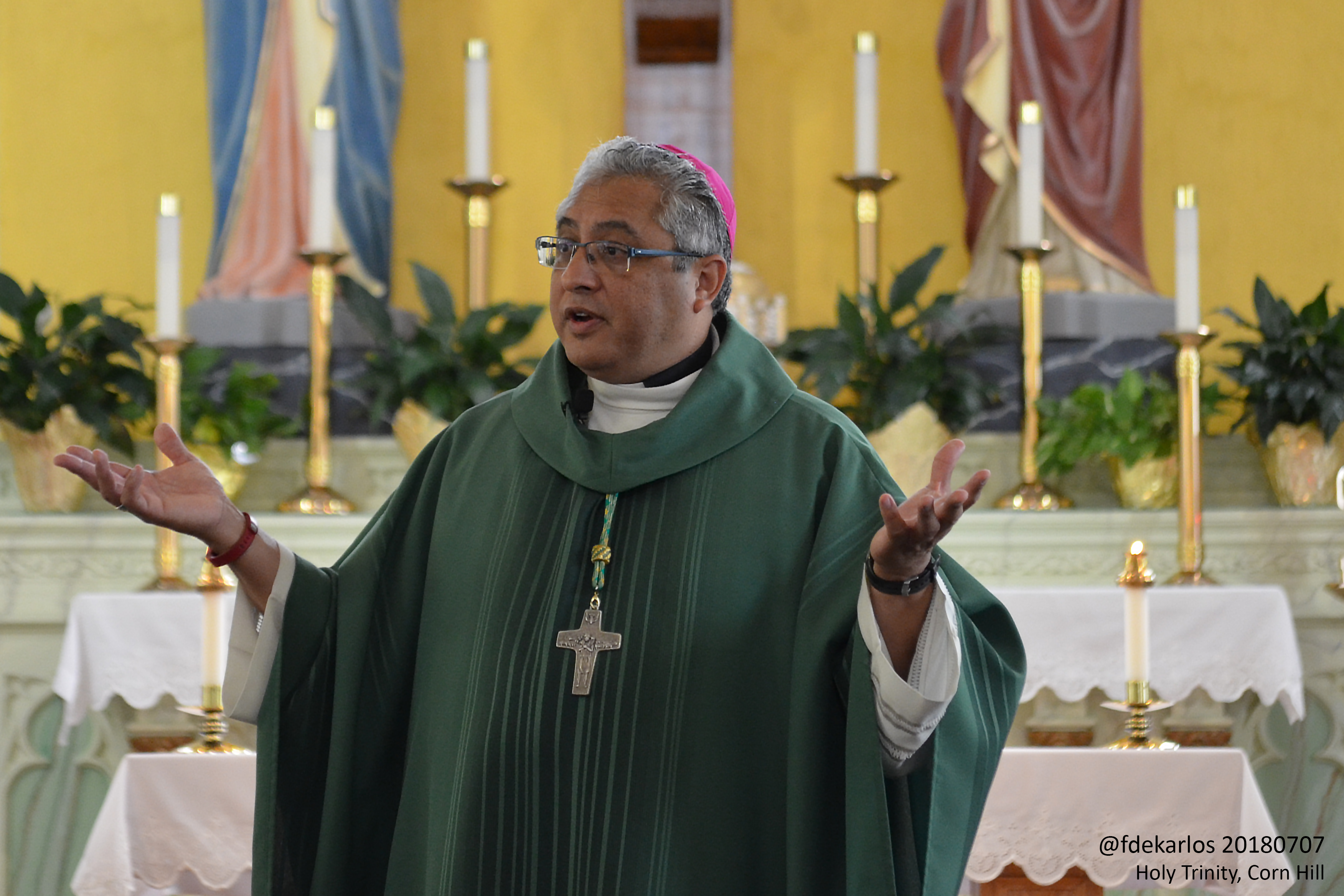
Bisschop Daniel Elias Garcia (2018-heden)

Los Angeles (aartsbisdom) · Fresno · Monterey in Californië · Orange in Californië · San Bernardino · San Diego